# Eredivisie 2015/16 (mannenvoetbal)/Transfers zomer
Dit is een lijst van transfers uit de Nederlandse Eredivisie in de zomer van het jaar 2015, als voorbereiding op het seizoen 2015/16. Hierin staan alleen transfers die clubs uit de Eredivisie hebben voltooid.
De transferperiode duurt van 1 juli 2015 tot en met 1 september. Deals mogen op elk moment van het jaar gesloten worden, maar de transfers zelf mogen pas in de transferperiodes plaatsvinden. Transfervrije spelers (spelers zonder club) mogen op elk moment van het jaar gestrikt worden.
| Speler                   | Nationaliteit      | Oude club            | Nieuwe club           | Extra                                           |
| ------------------------ | ------------------ | -------------------- | --------------------- | ----------------------------------------------- |
| Ayoub Ait Afkir          | Nederland          | Almere City          | N.E.C.                | Transfervrij                                    |
| Nathan Allan de Souza    | Brazilië           | Chelsea              | Vitesse               | Verhuurd                                        |
| Jafar Arias              | Nederland          | FC Groningen         | FC Dordrecht          | Transfervrij                                    |
| Samuel Armenteros        | Zweden             | Willem II            | Anderlecht            | Was verhuurd                                    |
| Norair Aslanyan          | Armenië            | Willem II            | Almere City           | Transfervrij, was al verhuurd                   |
| Eli Babalj               | Australië          | PEC Zwolle           | AZ                    | Was verhuurd                                    |
| Lewis Baker              | Engeland           | Chelsea              | Vitesse               | Verhuurd                                        |
| Zakaria Bakkali          | België             | PSV                  | Valencia              | Transfervrij                                    |
| Alexander Bannink        | Nederland          | FC Emmen             | De Graafschap         | Transfervrij                                    |
| Sheraldo Becker          | Nederland          | AFC Ajax             | PEC Zwolle            | Verhuurd, was al verhuurd                       |
| Filip Bednarek           | Polen              | FC Twente            | FC Utrecht            | Transfervrij                                    |
| Hilal Ben Moussa         | Nederland          | FC Groningen         | FC Volendam           | Transfervrij                                    |
| Tristan Berghuis         | Nederland          | Vitesse              | PEC Zwolle            | Transfervrij                                    |
| Valmir Berisha           | Zweden             | AS Roma              | SC Cambuur            | Verhuurd                                        |
| Crescendo van Berkel     | Nederland          | Roda JC              | Telstar               | Transfervrij                                    |
| Lucas Bijker             | Nederland          | SC Cambuur           | sc Heerenveen         | Transfervrij                                    |
| Stan Bijl                | Nederland          | N.E.C.               | Magreb '90            | Transfervrij                                    |
| Janio Bikel              | Portugal           | sc Heerenveen        | N.E.C.                | Transfervrij                                    |
| Aleksandar Bjelica       | Nederland          | PEC Zwolle           | Helmond Sport         | Transfervrij                                    |
| Andreas Bjelland         | Denemarken         | FC Twente            | Brentford             | Circa € 2.500.000, -                            |
| Daan Blij                | Nederland          | Excelsior            | Excelsior Maassluis   | Transfervrij                                    |
| Sven Blummel             | Nederland          | RKSV Schijndel       | PSV                   | Transfervrij                                    |
| Jean-Paul Boëtius        | Nederland          | Feyenoord            | FC Basel              | Circa € 2.500.000, -                            |
| Branco van den Boomen    | Nederland          | FC Eindhoven         | sc Heerenveen         |                                                 |
| Henk Bos                 | Nederland          | FC Emmen             | FC Groningen          | Was verhuurd                                    |
| Kai-David Bösing         | Duitsland          | Roda JC              | SC Fortuna Köln       | Transfervrij                                    |
| Gino Bosz                | Nederland          | Vitesse              | Heracles Almelo       |                                                 |
| Eric Botteghin           | Brazilië           | FC Groningen         | Feyenoord             | Circa € 2.500.000, -                            |
| Khalid Boulahrouz        | Nederland          | Feyenoord            | Onbekend              |                                                 |
| Thijs Bouma              | Nederland          | Almere City          | De Graafschap         | Transfervrij                                    |
| Noureddine Boutzamar     | Nederland          | FC Groningen         | SC Cambuur            | Transfervrij                                    |
| Mattijs Branderhorst     | Nederland          | Willem II            | MVV Maastricht        | Verhuurd                                        |
| Kevin Brands             | Nederland          | Willem II            | NAC Breda             | Transfervrij, was verhuurd aan FC Volendam      |
| Travis Brent             | Verenigde Staten   | Heracles Almelo      | Almere City           | Transfervrij                                    |
| Tim Breukers             | Nederland          | FC Twente            | Heracles Almelo       | Transfervrij, was al verhuurd                   |
| Joost Broerse            | Nederland          | PEC Zwolle           | Gestopt               |                                                 |
| Isaiah Brown             | Engeland           | Chelsea              | Vitesse               | Verhuurd                                        |
| Robin Buwalda            | Nederland          | ADO Den Haag         | VVV-Venlo             | Verhuurd, was al verhuurd                       |
| Bart Buysse              | België             | Cercle Brugge        | N.E.C.                | Transfervrij                                    |
| Jack Byrne               | Ierland            | Manchester City      | SC Cambuur            | Verhuurd                                        |
| Jerson Cabral            | Nederland          | Willem II            | FC Twente             | Was verhuurd                                    |
| Jurich Carolina          | Nederland          | AZ                   | PSV                   |                                                 |
| Luc Castaignos           | Nederland          | FC Twente            | Eintracht Frankfurt   | Circa € 2.500.000, -                            |
| Caner Cavlan             | Nederland          | De Graafschap        | sc Heerenveen         | Circa € 300.000, -                              |
| Michael Chacón           | Nederland          | sc Heerenveen        | FC Dordrecht          | Transfervrij                                    |
| Jordy Clasie             | Nederland          | Feyenoord            | Southampton           | Circa € 10.000.000, -                           |
| Tim Cornelisse           | Nederland          | Willem II            | Gestopt               |                                                 |
| Gino Coutinho            | Nederland          | Excelsior            | AZ                    | Transfervrij                                    |
| Simon Cziommer           | Duitsland          | Heracles Almelo      | Onbekend              |                                                 |
| Gilberto da Silva        | Nederland          | Feyenoord            | Almere City           | Transfervrij                                    |
| Thomas Dalgaard          | Denemarken         | sc Heerenveen        | SønderjyskE           | Transfervrij, was verhuurd aan Odense BK        |
| Alvin Daniels            | Nederland          | FC Twente            | FC Dordrecht          | Transfervrij                                    |
| Chris David              | Nederland          | Fulham               | Go Ahead Eagles       | Transfervrij, was verhuurd aan FC Twente        |
| Jordy Deckers            | Nederland          | Excelsior            | VVV-Venlo             | Transfervrij                                    |
| Maxim Deckers            | Nederland          | Willem II            | Onbekend              | Was verhuurd aan RKC Waalwijk                   |
| Frank Demouge            | Nederland          | Roda JC              | Onbekend              |                                                 |
| Memphis Depay            | Nederland          | PSV                  | Manchester United     | Circa € 27.500.000, -                           |
| Stijn Derkx              | Nederland          | Willem II            | Onbekend              |                                                 |
| Yves De Winter           | België             | AZ                   | Sint-Truidense VV     | Transfervrij                                    |
| Bahnou Diarra            | België             | N.E.C.               | Anderlecht            | Transfervrij                                    |
| Mitchell Dijks           | Nederland          | Willem II            | AFC Ajax              |                                                 |
| Mart Dijkstra            | Nederland          | SC Cambuur           | Sparta Rotterdam      | Transfervrij                                    |
| Daan Disveld             | Nederland          | N.E.C.               | FC Den Bosch          | Transfervrij                                    |
| Kasper Dolberg           | Denemarken         | Silkeborg IF         | AFC Ajax              | Circa € 270.000, -                              |
| Wout Droste              | Nederland          | SC Cambuur           | Heracles Almelo       | Transfervrij                                    |
| Laros Duarte             | Nederland          | Sparta Rotterdam     | PSV                   | Transfervrij                                    |
| Lerin Duarte             | Nederland          | sc Heerenveen        | AFC Ajax              | Was verhuurd                                    |
| Marco van Duin           | Nederland          | Almere City          | N.E.C.                | Transfervrij                                    |
| Mike van Duinen          | Nederland          | ADO Den Haag         | Fortuna Düsseldorf    | Circa € 500.000, -                              |
| Édouard Duplan           | Frankrijk          | FC Utrecht           | ADO Den Haag          | Transfervrij                                    |
| Uroš Đurđević            | Servië             | Vitesse              | US Palermo            | Transfervrij (ontbinding contract)              |
| Soufian Echcharaf        | Nederland          | De Graafschap        | Onbekend              |                                                 |
| Wilson Eduardo           | Portugal           | ADO Den Haag         | Sporting Lissabon     | Was verhuurd                                    |
| Bram van Eijk            | Nederland          | Feyenoord            | FC Utrecht            | Transfervrij                                    |
| Omar El Baad             | Nederland          | Feyenoord            | SC Cambuur            | Transfervrij                                    |
| Youssef El Jebli         | Nederland          | FC Lienden           | De Graafschap         | Transfervrij                                    |
| Mohamed El Makrini       | Nederland          | SC Cambuur           | Odense BK             | Transfervrij                                    |
| Kenny Elders             | Nederland          | N.E.C.               | Achilles '29          | Transfervrij                                    |
| Eljero Elia              | Nederland          | Werder Bremen        | Feyenoord             | Transfervrij, was verhuurd aan Southampton      |
| Mark Engberink           | Nederland          | Heracles Almelo      | RKC Waalwijk          | Transfervrij                                    |
| Orlando Engelaar         | Nederland          | FC Twente            | Gestopt               |                                                 |
| Malcolm Esajas           | Nederland          | ADO Den Haag         | FC Den Bosch          | Transfervrij, was verhuurd aan RKC Waalwijk     |
| Esteban                  | Costa Rica         | AZ                   | Trabzonspor           | Transfervrij                                    |
| Tarik Evre               | Nederland          | Vitesse              | PEC Zwolle            | Transfervrij                                    |
| Jerry van Ewijk          | Nederland          | De Graafschap        | Go Ahead Eagles       | Transfervrij                                    |
| Erik Falkenburg          | Nederland          | NAC Breda            | Willem II             | Transfervrij                                    |
| Richelo Fecunda          | Nederland          | ADO Den Haag         | Onbekend              |                                                 |
| Dimitrios Ferfelis       | Griekenland        | PEC Zwolle           | PAS Giannina          | Transfervrij                                    |
| Daniel Fernandes         | Portugal           | Panthrakikos         | FC Twente             | Was verhuurd                                    |
| Levi Garcia              | Trinidad en Tobago | Central FC           | AZ                    |                                                 |
| Jordan Garcia-Calvete    | België             | De Graafschap        | Onbekend              |                                                 |
| Paul Gladon              | Nederland          | Sparta Rotterdam     | Heracles Almelo       | Transfervrij                                    |
| Wojciech Golla           | Polen              | Pogoń Szczecin       | N.E.C.                | Transfervrij                                    |
| Kenji Gorré              | Nederland          | Swansea City         | ADO Den Haag          | Verhuurd                                        |
| Donny Gorter             | Nederland          | Aalborg BK           | AZ                    | Was verhuurd                                    |
| Robin Gosens             | Duitsland          | Vitesse              | Heracles Almelo       | Was verhuurd aan FC Dordrecht                   |
| Ninos Gouriye            | Nederland          | ADO Den Haag         | Astra Giurgiu         | Transfervrij, was verhuurd aan Excelsior        |
| Ronald Graafland         | Nederland          | Feyenoord            | Onbekend              |                                                 |
| Giovanni Gravenbeek      | Nederland          | N.E.C.               | Onbekend              |                                                 |
| Andrés Guardado          | Mexico             | Valencia             | PSV                   | Circa € 2.800.000, -, was al verhuurd           |
| Dragiša Gudelj           | Servië             | NAC Breda            | AFC Ajax              | Circa € 150.000, -                              |
| Nemanja Gudelj           | Servië             | AZ                   | AFC Ajax              | Circa € 6.000.000, -                            |
| Simon Gustafson          | Zweden             | BK Häcken            | Feyenoord             | Circa € 1.500.000, -                            |
| Raymond Gyasi            | Nederland          | Roda JC              | AZ                    | Was verhuurd                                    |
| Ricky van Haaren         | Nederland          | ADO Den Haag         | Dinamo Boekarest      | Transfervrij, was verhuurd aan FC Dordrecht     |
| Arjen Hagenauw           | Nederland          | FC Groningen         | FC Emmen              | Transfervrij, was al verhuurd                   |
| Warner Hahn              | Nederland          | PEC Zwolle           | Feyenoord             | Was verhuurd                                    |
| Tobias Haitz             | Duitsland          | N.E.C.               | Viktoria Köln         | Transfervrij                                    |
| Sébastien Haller         | Frankrijk          | AJ Auxerre           | FC Utrecht            | Circa € 750.000, -, was al verhuurd             |
| Mohamed Hamdaoui         | Nederland          | Vitesse              | Go Ahead Eagles       |                                                 |
| Mickey van der Hart      | Nederland          | Go Ahead Eagles      | AFC Ajax              | Was verhuurd                                    |
| Kai Heerings             | Nederland          | FC Utrecht           | Go Ahead Eagles       | Transfervrij                                    |
| Jan-Arie van der Heijden | Nederland          | Vitesse              | Feyenoord             | Transfervrij                                    |
| John Heitinga            | Nederland          | Hertha BSC           | AFC Ajax              | Transfervrij                                    |
| Michiel Hemmen           | Nederland          | SC Cambuur           | BK Häcken             | Transfervrij                                    |
| Jonas Heymans            | België             | AZ                   | Antwerp FC            | Transfervrij, was verhuurd aan Willem II        |
| Oscar Hiljemark          | Zweden             | PSV                  | US Palermo            |                                                 |
| Ryan Hiwat               | Nederland          | PSV                  | SS Lanciano           | Transfervrij                                    |
| Wesley Hoedt             | Nederland          | AZ                   | SS Lazio              | Transfervrij                                    |
| Jergé Hoefdraad          | Nederland          | Almere City          | SC Cambuur            | Transfervrij                                    |
| Marvin Höner             | Duitsland          | AFC Ajax             | SV Rödinghausen       | Transfervrij                                    |
| Thomas Hooyberghs        | België             | PSV                  | Club Brugge           | Transfervrij                                    |
| Santy Hulst              | Nederland          | De Graafschap        | Onbekend              |                                                 |
| Pascal Huser             | Nederland          | MVV Maastricht       | sc Heerenveen         | Was verhuurd                                    |
| Lars Hutten              | Nederland          | Excelsior            | Onbekend              | Was verhuurd aan Helmond Sport                  |
| Oussama Idrissi          | Nederland          | Feyenoord            | FC Groningen          | Transfervrij                                    |
| Karel IJzerman           | Nederland          | PEC Zwolle           | FC Emmen              | Transfervrij                                    |
| Ricardo Ippel            | Nederland          | Willem II            | MVV Maastricht        | Transfervrij                                    |
| Nicolas Isimat-Mirin     | Frankrijk          | AS Monaco            | PSV                   | Circa € 2.400.000, -, was al verhuurd           |
| Oleksandr Jakovenko      | Oekraïne           | ADO Den Haag         | Fiorentina            | Was verhuurd                                    |
| Vincent Janssen          | Nederland          | Almere City          | AZ                    |                                                 |
| Ron Janzen               | Nederland          | FC Groningen         | Onbekend              | Was verhuurd aan SC Cambuur                     |
| Dennis Johnsen           | Denemarken         | Rosenborg BK         | sc Heerenveen         |                                                 |
| Robin de Jong            | Nederland          | FC Twente            | FC Utrecht            | Transfervrij                                    |
| Patrick Joosten          | Nederland          | N.E.C.               | FC Utrecht            | Transfervrij                                    |
| Guus Joppen              | Nederland          | VVV-Venlo            | Willem II             | Transfervrij                                    |
| Giorgos Katsikas         | Griekenland        | PAOK Saloniki        | FC Twente             | Transfervrij                                    |
| Colin Kâzım-Richards     | Turkije            | Bursaspor            | Feyenoord             | Transfervrij, was al verhuurd                   |
| Sinan Keskin             | Nederland          | AFC Ajax             | FC Utrecht            | Transfervrij                                    |
| Robin Kist               | Nederland          | sc Heerenveen        | VV SWZ                | Transfervrij                                    |
| Sean Klaiber             | Nederland          | FC Dordrecht         | FC Utrecht            | Was verhuurd                                    |
| Marijn de Kler           | Nederland          | Vitesse              | Heracles Almelo       | Transfervrij                                    |
| Menno Koch               | Nederland          | NAC Breda            | PSV                   | Was verhuurd                                    |
| Milano Koenders          | Nederland          | Heracles Almelo      | Onbekend              |                                                 |
| Leon de Kogel            | Nederland          | Almere City          | FC Utrecht            | Was verhuurd                                    |
| Luuk Koopmans            | Nederland          | FC Oss               | PSV                   | Circa € 100.000, -                              |
| Dico Koppers             | Nederland          | FC Twente            | Willem II             | Transfervrij                                    |
| Giovanni Korte           | Nederland          | FC Dordrecht         | ADO Den Haag          | Was verhuurd                                    |
| Jordy van de Kracht      | Nederland          | De Graafschap        | De Treffers           | Transfervrij                                    |
| Michiel Kramer           | Nederland          | ADO Den Haag         | Feyenoord             | Circa € 1.500.000, -                            |
| Bas Kuipers              | Nederland          | AFC Ajax             | Excelsior             | Transfervrij, was al verhuurd                   |
| Dirk Kuijt               | Nederland          | Fenerbahçe           | Feyenoord             | Transfervrij                                    |
| Filip Kurto              | Polen              | FC Dordrecht         | Excelsior             | Transfervrij                                    |
| Kasper Kusk              | Denemarken         | FC Twente            | FC Kopenhagen         | Circa € 1.000.000, -                            |
| Brandley Kuwas           | Nederland          | FC Volendam          | Excelsior             | Transfervrij                                    |
| Josef Kvída              | Tsjechië           | 1. FK Příbram        | PEC Zwolle            | Transfervrij                                    |
| Derre Kwee               | Nederland          | FC Twente            | FC Emmen              | Transfervrij                                    |
| Zakaria Labyad           | Marokko            | Vitesse              | Sporting Lissabon     | Was verhuurd                                    |
| Leroy Labylle            | België             | PEC Zwolle           | MVV Maastricht        | Transfervrij, was al verhuurd                   |
| Darryl Lachman           | Nederland          | FC Twente            | Sheffield Wednesday   |                                                 |
| Stijn Lamers             | Nederland          | PSV                  | FC Eindhoven          | Transfervrij                                    |
| Kostas Lamprou           | Griekenland        | Feyenoord            | Willem II             | Transfervrij, was al verhuurd                   |
| Nikolai Laursen          | Denemarken         | Brøndby IF           | PSV                   | Circa € 1.300.000, -                            |
| Vlatko Lazić             | Nederland          | De Graafschap        | Onbekend              |                                                 |
| Peter Leeuwenburgh       | Nederland          | AFC Ajax             | FC Dordrecht          | Verhuurd                                        |
| Maxime Lestienne         | België             | Al-Arabi             | PSV                   | Verhuurd                                        |
| Timo Letschert           | Nederland          | Roda JC              | FC Utrecht            | Circa € 200.000, -, was al verhuurd             |
| Fernando Lewis           | Nederland          | FC Dordrecht         | AZ                    | Was verhuurd                                    |
| Ruben Ligeon             | Nederland          | AFC Ajax             | Willem II             | Verhuurd, was verhuurd aan NAC Breda            |
| Jop van der Linden       | Nederland          | Go Ahead Eagles      | AZ                    | Transfervrij                                    |
| Bryan Linssen            | Nederland          | Heracles Almelo      | FC Groningen          | Circa € 850.000, -                              |
| Edwin Linssen            | Nederland          | De Graafschap        | Gestopt               |                                                 |
| Tim Linthorst            | Nederland          | Vitesse              | De Graafschap         | Transfervrij                                    |
| Andreas Ludwig           | Duitsland          | VfR Aalen            | FC Utrecht            | Transfervrij                                    |
| Jody Lukoki              | Congo-Kinshasa     | PEC Zwolle           | PFK Ludogorets        | Circa € 1.000.000, -                            |
| Denis Mahmudov           | Macedonië          | PEC Zwolle           | Levski Sofia          | Transfervrij, was verhuurd aan Sparta Rotterdam |
| Ludcinio Marengo         | Nederland          | FC Volendam          | ADO Den Haag          | Transfervrij                                    |
| François Marquet         | België             | Standard Luik        | Royal Excel Moeskroen | Verhuurd, was verhuurd aan PSV                  |
| Cuco Martina             | Curaçao            | FC Twente            | Southampton FC        | Circa € 1.500.000, -                            |
| Dominik Mašek            | Tsjechië           | Hamburger SV         | SC Cambuur            | Transfervrij                                    |
| Milan Massop             | Nederland          | De Graafschap        | FC Eindhoven          | Transfervrij                                    |
| Justin Mathieu           | Nederland          | FC Oss               | Willem II             | Was verhuurd                                    |
| Joris Mathijsen          | Nederland          | Feyenoord            | Onbekend              |                                                 |
| Josh McEachran           | Engeland           | Vitesse              | Chelsea               | Was verhuurd                                    |
| Papito Merencia          | Curaçao            | ADO Den Haag         | Onbekend              |                                                 |
| Ali Messaoud             | Nederland          | Willem II            | FC Vaduz              | Transfervrij                                    |
| Abdel Metalsi            | Nederland          | Vitesse              | Almere City           | Transfervrij                                    |
| Arkadiusz Milik          | Polen              | Bayer Leverkusen     | AFC Ajax              | Circa € 2.800.000, -, was al verhuurd           |
| Ryo Miyaichi             | Japan              | Arsenal              | St. Pauli             | Transfervrij, was verhuurd aan FC Twente        |
| Niklas Moisander         | Finland            | AFC Ajax             | Sampdoria             | Transfervrij                                    |
| Martijn Monteyne         | België             | Roda JC              | Onbekend              |                                                 |
| Paco van Moorsel         | Nederland          | FC Groningen         | Sparta Rotterdam      | Transfervrij, was verhuurd aan N.E.C.           |
| Dan Mori                 | Israël             | Vitesse              | Onbekend              |                                                 |
| Soufian Moro             | Nederland          | PEC Zwolle           | Onbekend              |                                                 |
| Xavier Mous              | Nederland          | AFC Ajax             | FC Oss                | Verhuurd                                        |
| Andraž Mrkonja           | Slovenië           | Interblock Ljubljana | sc Heerenveen         | Verhuurd                                        |
| Erwin Mulder             | Nederland          | Feyenoord            | sc Heerenveen         | Transfervrij                                    |
| Tomáš Necid              | Tsjechië           | PEC Zwolle           | Bursaspor             | Transfervrij                                    |
| Louis Nganioni           | Frankrijk          | Olympique Lyon       | FC Utrecht            | Verhuurd                                        |
| Lasse Nielsen            | Denemarken         | N.E.C.               | AA Gent               | Circa € 550.000, -, was al verhuurd             |
| Farshad Noor             | Nederland          | PSV                  | Onbekend              |                                                 |
| Tom Noordhoff            | Nederland          | AFC Ajax             | Telstar               | Transfervrij                                    |
| Kristoffer Nordfeldt     | Zweden             | sc Heerenveen        | Swansea City          | Circa € 850.000, -                              |
| Viktor Noring            | Zweden             | sc Heerenveen        | Lyngby BK             |                                                 |
| Tommy Oar                | Australië          | FC Utrecht           | Onbekend              |                                                 |
| Funso Ojo                | België             | FC Dordrecht         | Willem II             | Transfervrij                                    |
| Peter van Ooijen         | Nederland          | Go Ahead Eagles      | Heracles Almelo       | Transfervrij                                    |
| Bilal Ould-Chikh         | Nederland          | FC Twente            | SL Benfica            | Circa € 1.500.000, -                            |
| Elvio van Overbeek       | Nederland          | PSV                  | Go Ahead Eagles       | Transfervrij                                    |
| Joris van Overeem        | Nederland          | FC Dordrecht         | AZ                    | Was verhuurd                                    |
| Sjoerd Overgoor          | Nederland          | Go Ahead Eagles      | SC Cambuur            | Circa € 75.000, -                               |
| Santiago Palacios        | Mexico             | De Treffers          | Roda JC               | Transfervrij                                    |
| Danilo Pantić            | Servië             | Chelsea              | Vitesse               | Verhuurd                                        |
| Elroy Pappot             | Nederland          | FC Utrecht           | Onbekend              | Was verhuurd aan Fortuna Sittard                |
| Marvin Peersman          | België             | FC Dordrecht         | SC Cambuur            | Transfervrij                                    |
| Steven Pereira           | Nederland          | PEC Zwolle           | Onbekend              |                                                 |
| Johan Plat               | Nederland          | Roda JC              | VV Katwijk            | Transfervrij                                    |
| Simon Poulsen            | Denemarken         | AZ                   | PSV                   | Transfervrij                                    |
| Davy Pröpper             | Nederland          | Vitesse              | PSV                   | Circa € 4.500.000, -                            |
| Erik Quekel              | Nederland          | FC Den Bosch         | De Graafschap         | Transfervrij, was verhuurd aan PSV              |
| Fernando Quesada         | Spanje             | Achilles '29         | FC Utrecht            | Was verhuurd                                    |
| Guy Ramos                | Kaapverdië         | Roda JC              | FC Wil                | Transfervrij                                    |
| Milot Rashica            | Albanië            | Kosova Vushtrri      | Vitesse               | Transfervrij                                    |
| Mohamed Rayhi            | Marokko            | PSV                  | N.E.C.                | Transfervrij                                    |
| Karim Rekik              | Nederland          | Manchester City      | Olympique Marseille   | Circa € 5.000.000, -, was verhuurd aan PSV      |
| Andrej Rendla            | Slowakije          | FC Twente            | Onbekend              |                                                 |
| Daniël de Ridder         | Nederland          | SC Cambuur           | Onbekend              |                                                 |
| Daan Rienstra            | Nederland          | Heracles Almelo      | RKC Waalwijk          | Transfervrij                                    |
| Jelle van Rijswijk       | Nederland          | Fortuna Sittard      | N.E.C.                | Transfervrij                                    |
| Marten de Roon           | Nederland          | sc Heerenveen        | Atalanta Bergamo      |                                                 |
| Lars van Roon            | Nederland          | De Graafschap        | Achilles '29          | Transfervrij                                    |
| Raies Roshanali          | Nederland          | AZ                   | FC Oss                | Transfervrij                                    |
| Lesly de Sa              | Nederland          | AFC Ajax             | Willem II             | Verhuurd, was verhuurd aan Go Ahead Eagles      |
| Burak Saban              | Nederland          | FC Groningen         | Onbekend              |                                                 |
| Ben Sahar                | Israël             | Willem II            | Hapoel Beër Sjeva     | Transfervrij                                    |
| Gibril Sankoh            | Sierra Leone       | Clubloos             | Roda JC               | Transfervrij                                    |
| Ryan Sanusi              | Nederland          | Willem II            | Sparta Rotterdam      | Transfervrij, was verhuurd aan FC Oss           |
| Adam Sarota              | Australië          | Brisbane Roar        | FC Utrecht            | Was verhuurd                                    |
| Bart Schenkeveld         | Nederland          | Heracles Almelo      | Onbekend              |                                                 |
| Bob Schepers             | Nederland          | SC Cambuur           | ONS Sneek             | Transfervrij                                    |
| Damiano Schet            | Nederland          | SC Cambuur           | Onbekend              |                                                 |
| Mitchell Schet           | Nederland          | ADO Den Haag         | Onbekend              |                                                 |
| Danny Schreurs           | Nederland          | Roda JC              | Onbekend              |                                                 |
| Wieger Sietsma           | Nederland          | FC Groningen         | sc Heerenveen         | Transfervrij                                    |
| Kolbeinn Sigþórsson      | IJsland            | AFC Ajax             | FC Nantes             | Circa € 3.000.000, -                            |
| Joey Sleegers            | Nederland          | FC Eindhoven         | Feyenoord             | Was verhuurd                                    |
| Donovan Slijngard        | Nederland          | SC Cambuur           | Onbekend              |                                                 |
| Bryan Smeets             | Nederland          | MVV Maastricht       | De Graafschap         | Transfervrij                                    |
| Guy Smith                | Nederland          | ADO Den Haag         | Vv Noordwijk          | Transfervrij                                    |
| Dominic Solanke          | Engeland           | Chelsea              | Vitesse               | Verhuurd                                        |
| Jens van Son             | Nederland          | FC Eindhoven         | Roda JC               | Transfervrij                                    |
| Matthew Steenvoorden     | Nederland          | Feyenoord            | Onbekend              | Was verhuurd aan FC Dordrecht                   |
| Jens Jurn Streutker      | Nederland          | sc Heerenveen        | Onbekend              | Was verhuurd aan MVV Maastricht                 |
| Rico Strieder            | Duitsland          | Bayern München       | FC Utrecht            |                                                 |
| Rick van der Struis      | Nederland          | Feyenoord            | FC Eindhoven          | Transfervrij                                    |
| Abel Tamata              | Nederland          | PSV                  | FC Groningen          | Transfervrij                                    |
| Dario Tanda              | Nederland          | FC Twente            | Go Ahead Eagles       | Transfervrij                                    |
| Kenny Teijsse            | Nederland          | FC Utrecht           | Go Ahead Eagles       | Transfervrij, was verhuurd aan Sparta Rotterdam |
| Bertrand Traoré          | Burkina Faso       | Vitesse              | Chelsea               | Was verhuurd                                    |
| William Troost-Ekong     | Nigeria            | FC Groningen         | Onbekend              | Was verhuurd aan FC Dordrecht                   |
| Przemysław Tytoń         | Polen              | PSV                  | VfB Stuttgart         | Circa € 1.000.000, -, was verhuurd aan Elche    |
| Ali Ulusoy               | Nederland          | Feyenoord            | FC Utrecht            | Transfervrij                                    |
| Mark Uth                 | Duitsland          | sc Heerenveen        | 1899 Hoffenheim       | Circa € 3.000.000, -                            |
| Bruno Uvini              | Brazilië           | Napoli               | FC Twente             | Verhuurd                                        |
| Mike Vanhamel            | België             | N.E.C.               | White Star Bruxelles  | Transfervrij                                    |
| Szabolcs Varga           | Hongarije          | sc Heerenveen        | MTK Boedapest         | Verhuurd                                        |
| Marko Vejinović          | Nederland          | Vitesse              | Feyenoord             | Circa € 3.500.000, -                            |
| Nick van der Velden      | Nederland          | FC Groningen         | Onbekend              |                                                 |
| Jeroen Veldmate          | Nederland          | Heracles Almelo      | Viborg FF             | Transfervrij                                    |
| Lars Veldwijk            | Nederland          | Nottingham Forest    | PEC Zwolle            | Verhuurd                                        |
| Gyliano van Velzen       | Nederland          | FC Utrecht           | FC Volendam           | Transfervrij                                    |
| Danny Verbeek            | Nederland          | FC Utrecht           | Standard Luik         | Was verhuurd                                    |
| Wesley Verhoek           | Nederland          | Feyenoord            | Onbekend              | Was verhuurd aan Go Ahead Eagles                |
| Jeroen Verhoeven         | Nederland          | FC Utrecht           | Onbekend              |                                                 |
| Sven Verlaan             | Nederland          | FC Twente            | FC Den Bosch          | Transfervrij                                    |
| Charlton Vicento         | Nederland          | Willem II            | Helmond Sport         | Transfervrij                                    |
| Kars Vierwind            | Nederland          | De Graafschap        | FC Oss                | Transfervrij                                    |
| Melvin Vissers           | Nederland          | AFC Ajax             | Sparta Rotterdam      | Transfervrij                                    |
| Mitchell de Vlugt        | Nederland          | ADO Den Haag         | Onbekend              |                                                 |
| Mitchell te Vrede        | Nederland          | Feyenoord            | sc Heerenveen         | Circa € 450.000, -                              |
| Jasper Waalkens          | Nederland          | N.E.C.               | Almere City           | Transfervrij                                    |
| Wallace                  | Brazilië           | Vitesse              | Chelsea               | Was verhuurd                                    |
| Stephen Warmolts         | Nederland          | sc Heerenveen        | Helmond Sport         | Verhuurd                                        |
| Maikel van der Werff     | Nederland          | PEC Zwolle           | Vitesse               | Transfervrij                                    |
| Georginio Wijnaldum      | Nederland          | PSV                  | Newcastle United      | Circa € 20.000.000, -                           |
| Jesse Wijnen             | Nederland          | Roda JC              | Onbekend              |                                                 |
| Luke Wilkshire           | Australië          | Feyenoord            | Onbekend              | Ontbonden                                       |
| Jordy van der Winden     | Nederland          | FC Utrecht           | FC Den Bosch          | Transfervrij                                    |
| Danny Wintjens           | Nederland          | VVV-Venlo            | Onbekend              | Was verhuurd aan PSV                            |
| Mattheus de Wit          | Nederland          | FC Twente            | Onbekend              |                                                 |
| Sem de Wit               | Nederland          | Fortuna Sittard      | ADO Den Haag          | Was verhuurd                                    |
| Jurjan Wouda             | Nederland          | SC Cambuur           | Flevo Boys            | Transfervrij                                    |
| Sheran Yeini             | Israël             | Maccabi Tel Aviv     | Vitesse               |                                                 |
| Renan Zanelli            | Brazilië           | Willem II            | Onbekend              |                                                 |
| Género Zeefuik           | Nederland          | Hearts               | FC Groningen          | Was verhuurd                                    |
| Simon van Zeelst         | Nederland          | Willem II            | Onbekend              | Was verhuurd aan RKC Waalwijk                   |
| Niki Zimling             | Denemarken         | AFC Ajax             | Mainz 05              | Was verhuurd                                    |
| Felitciano Zschusschen   | Nederland          | NAC Breda            | FC Twente             | Was verhuurd                                    |
| Richairo Živković        | Nederland          | AFC Ajax             | Willem II             | Verhuurd                                        |
| Michael Zullo            | Australië          | FC Utrecht           | Melbourne City        | Transfervrij, was verhuurd aan Adelaide United  |

2007/08 (zomer · winter) · 
2008/09 (zomer · winter) · 
2009/10 (zomer · winter) · 
2010/11 (zomer · winter) · 
2011/12 (zomer · winter) · 
2012/13 (zomer · winter) · 
2013/14 (zomer · winter) · 
2014/15 (zomer · winter) · 
2015/16 (zomer · winter) · 
2016/17 (zomer · winter) ·
2017/18 (zomer · winter) ·
2018/19 (zomer · winter) ·
2019/20 (zomer · winter) ·
2020/21 (zomer · winter) ·
2021/22 (zomer · winter) ·
2022/23 (zomer · winter) ·
2023/24 (zomer · winter) ·
2024/25 (zomer · winter) ·